# Kanton Conques-sur-Orbiel
Kanton Conques-sur-Orbiel (fr. Canton de Conques-sur-Orbiel) je francouzský kanton v departementu Aude v regionu Languedoc-Roussillon. Skládá se z 10 obcí.

## Obce kantonu
- Bagnoles
- Conques-sur-Orbiel
- Limousis
- Malves-en-Minervois
- Sallèles-Cabardès
- Villalier
- Villarzel-Cabardès
- Villegailhenc
- Villegly
- Villemoustaussou